# Градичек
Градичек (словен. Gradiček) — поселення в общині Іванчна Гориця, Осреднєсловенський регіон, Словенія. Висота над рівнем моря: 276,2 м.